# Kasari (Lääne-Nigula)
Koordinaten: 58° 44′ N, 24° 0′ O
Kasari (deutsch Kasargen) ist ein Dorf (estnisch küla) in der Landgemeinde Lääne-Nigula (bis 2017: Landgemeinde Martna) im Kreis Lääne in Estland.

## Einwohnerschaft und Lage

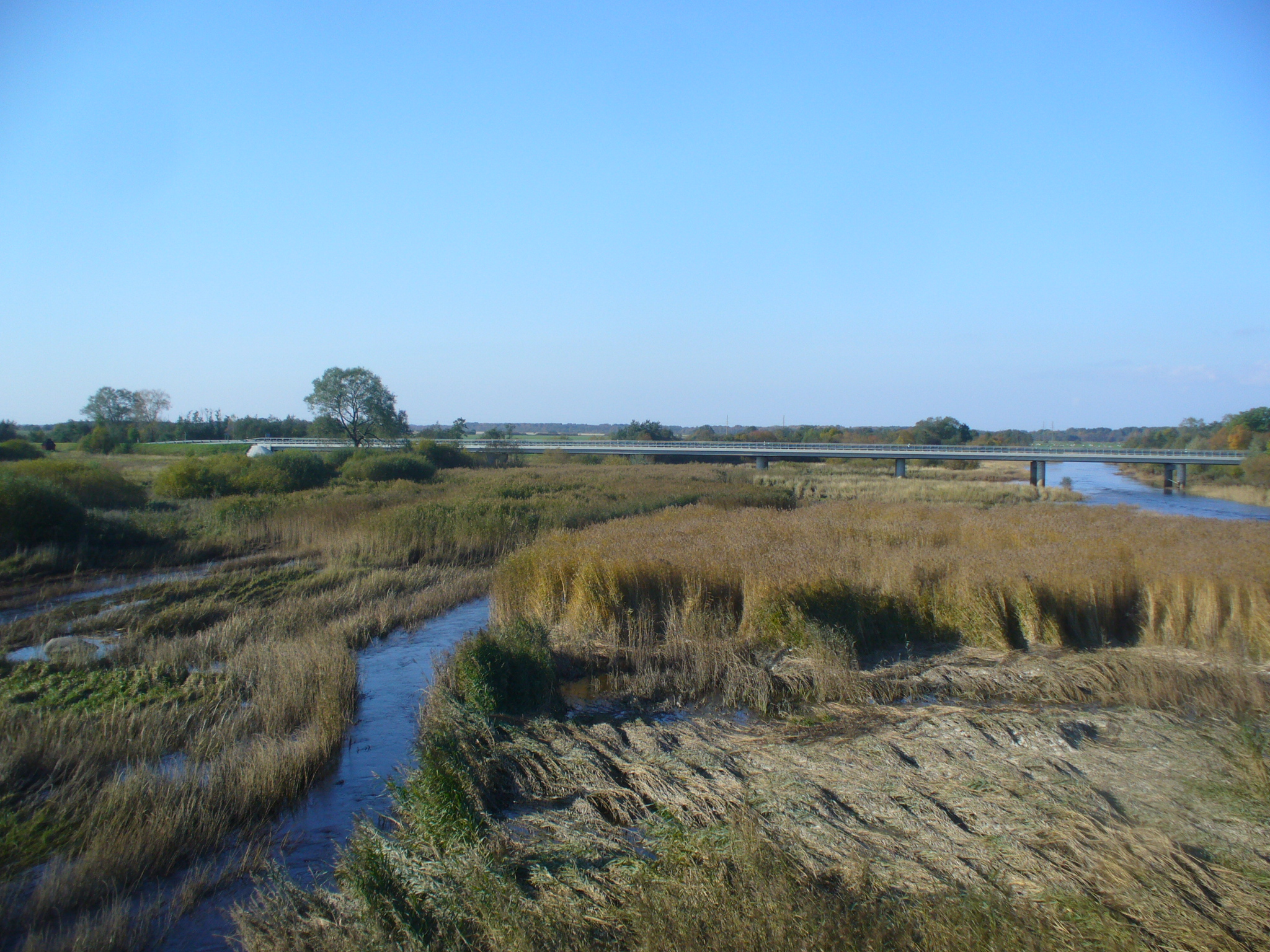
Die 1903 errichtete Brücke bei Kasari

Der Ort hat 49 Einwohner (Stand 31. Dezember 2011). Er liegt am Unterlauf des gleichnamigen Flusses (Kasari jõgi).
Bei dem Dorf führte eine alte Brücke über den Fluss. Sie wurde 1904 durch eine Stahlbetonbrücke ersetzt. Diese war bei ihrer Fertigstellung mit 308 Metern die weltweit längste ihrer Art.

## Gut von Kasari
Im 16. Jahrhundert, vor dem Livländischen Krieg, entstand der Bischofshof Kiwiszell. Aus ihm entwickelte sich später das Rittergut Kassarien.
Der Name des Guts (sowie des Flusses) leitet sich von seinem damaligen Besitzer Kasari (Kasjan) Baranoff ab († 1648). Baranoff war ein tatarischer Heerführer, der zu den schwedischen Truppen übergelaufen war. König Johann III. schenkte ihm 1590 das Gut.
Bis 1842 blieb das Gut im Eigentum der Familie Baranoff. Letzter Privateigentümer vor der Enteignung im Zuge der estnischen Landreform 1919 war der deutschbaltische Adlige und Jurist Alexander von Bodisco (1861–1923).